# 虚拟专用服务器
虛擬專用服务器（英語：virtual private server，縮寫為VPS），是将一台服务器分割成多个虚拟專用服务器的服务。实现VPS的技术分为容器技术和虚拟机技术。在容器或虚拟机中，每个VPS都可分配独立公网IP地址、独立操作系统、实现不同VPS间磁盘空间、内存、CPU资源、进程和系统配置的隔离，为用户和应用程序模拟出“独占”使用计算资源的体验。VPS可以像独立服务器一样，重装操作系统，安装程序，单独重启服务器。VPS为使用者提供了管理配置的自由，可用于企业虚拟化，也可以用于IDC资源租用。
IDC资源租用由VPS提供商提供。不同VPS提供商所使用的硬件、软件的差异，及销售策略的不同，VPS的使用体验也有较大差异。尤其是VPS提供商超卖，导致实体服务器超负荷时，VPS性能将受到极大影响。相对来说，容器技术比虚拟机技术效率更高，成本更低，但功能更少，更易超賣，一般来说容器VPS的价格都低於虚拟机VPS的价格。
这些VPS主机以最大化的效率共享硬件、软件许可证以及管理资源。每个VPS主机都可分配独立公网IP地址、独立操作系统、独立儲存空间、独立内存、独立CPU资源、独立执行程序和独立系统配置等。VPS主机用户可在服务器上自行安装程序，单独重启主机。
在中国大陆等网络遭审查封锁的地区，境外VPS被广泛用于搭建VPN通道、Proxy 。